# Parafia Świętych Cyryla i Metodego w Białej Podlaskiej
Parafia Świętych Cyryla i Metodego – parafia prawosławna w Białej Podlaskiej, w dekanacie Biała Podlaska diecezji lubelsko-chełmskiej.
Na terenie parafii funkcjonuje 1 cerkiew:
- cerkiew Świętych Cyryla i Metodego w Białej Podlaskiej (z cerkwią dolną św. Atanazego Brzeskiego) – parafialna

## Historia
Parafia powstała w 1582. W tym samym roku zbudowano pierwszą cerkiew, która spłonęła w 1646.
W okresie międzywojennym parafia korzystała z cerkwi cmentarnej, rozebranej w 1938. W tym samym miejscu stanęła w 1956 kolejna świątynia, którą sprowadzono z Cycowa. Cerkiew tę w 1993 przewieziono do Dobratycz koło Terespola, gdzie służy miejscowej parafii.
Obecna cerkiew parafialna została wzniesiona w latach 1985–1989, konsekrowana 24 września 1989. Od października 2007 przy cerkwi działa Podlaskie Centrum Kultury Prawosławnej.
W latach 2013–2014 przeprowadzono gruntowny remont cerkwi; jej ponownego poświęcenia dokonał 21 września 2014 arcybiskup lubelski i chełmski Abel.
Parafia zarządza czynnymi cmentarzami w Białej Podlaskiej i w Sycynie oraz nieczynną nekropolią w Wólce Plebańskiej.
W życiu liturgicznym uczestniczy ok. 120 osób, lecz parafia liczy 550 wiernych.

## Zasięg parafii
Biała Podlaska, Sławacinek, Sycyna, Sitnik, Porosiuki, Pawłów, Buczyce, Bubel, Kaliłów, Rakowiska, Amelin, Grabanów i Sielczyk.

## Wykaz proboszczów
- lata 50. XX w. – ks. Aleksander Biront
- 1969 lub 70 –1983 – ks. Eugeniusz Lewicki
- 1983–2005 – ks. Wincenty Pugacewicz
- od 2005 – ks. Andrzej Pugacewicz